# Zeromancer
Zeromancer ist eine norwegische Synth-Rock-Band, die aus der norwegischen Band Seigmen hervorgegangen ist. Sie wurde am 24. Oktober 1999 in Los Angeles gegründet und umfasste bis 2003 die ehemaligen Seigmen-Mitglieder Kim Ljung, Alex Møklebust und Noralf Ronthi, das inoffizielle Seigmen-Mitglied Erik Ljunggren und den Amerikaner Chris Schleyer.

## Bandgeschichte
Nachdem Seigmen von 1989 bis 1999 in Norwegen immer erfolgreicher wurden, entschloss sich Gitarrist Sverre Økshoff, aufzuhören. Die Bandmitglieder waren seit ihrem 16. Lebensjahr zusammen und beschlossen damals, dass der Ausstieg eines Mitglieds das automatische Ende von Seigmen bedeuten würde. Nach der Abschiedstour 1999 ging die Band folglich auseinander. Ljung und Ljunggren zogen nach Los Angeles; Møklebust und Ronthi folgten. Da alle weiter Musik machen wollten, gründeten sie im Oktober selben Jahres Zeromancer. Ziel war es, authentische und persönliche Musik zu machen, die jedoch völlig anders als Seigmen klingen sollte. Lediglich das ohnehin schon sehr elektronische Seigmen-Stück Opelwerk wurde neu aufgearbeitet. Ein Zehn-Track-Demo wurde, anfangs noch mit Sverre Økshoff, aufgenommen; gegen Ende der Aufnahmen stieß der neue Gitarrist Chris Schleyer zur Band.
2000 erschien nach der erfolgreichen Single Clone Your Lover das gleichnamige Debütalbum. Die einschlägige Musikfachpresse lobte Album und Band; Sonic Seducer gab den Newcomern eine Titelstory. Zeromancer tourten u. a. mit Covenant, Apoptygma Berzerk, The 69 Eyes und Project Pitchfork.
2001 veröffentlichten Zeromancer ihr zweites Album Eurotrash, das sowohl in als auch außerhalb der Schwarzen Szene hoch gelobt wurde, und die erfolgreiche Single Doctor Online. Musikalisch härter und mit druckvollerem Sound ging die Band in diesem Jahr auf ihre erste Headliner-Tournee und trat auch auf den wichtigsten Szene-Festivals auf.
2002 folgte auf die erfolgreiche Eurotrash-Europatour die noch erfolgreichere US-Tour mit Bile, My Life With the Thrill Kill Cult und Pigface, sowie Konzerte in Deutschland mit Delaware.
2003 erschien das ruhigere und eingängigere Album ZZYZX, angeführt von der Single Famous Last Words, die Kim Ljung zum Gedenken an einen verstorbenen Freund geschrieben hatte. Nach erneuter Tour nahm die Band sich eine kurze Auszeit, in der Ljung sein Soloprojekt Ljungblut ins Leben rief. Chris Schleyer verließ Ende des Jahres die Band, seinen Platz übernahm Dan „Electro“ Heide. Das Keyboard und Produzententätigkeiten übernahm im selben Jahr der ehemalige Seigmen-Roadie Lorry Kristiansen von Erik Ljunggren.
2004 veröffentlichte das US-Label der Band eine DVD mit dem Titel Eurotrash.
2005 traten Zeromancer auf dem Wave-Gotik-Treffen in Leipzig auf. Den Fans zuliebe wurde für eine letzte Tour Seigmen reaktiviert und eine aufwendige Doppel-DVD produziert.
2006 spielte die Band eine Acht-Tage-Nonstop-Deutschland-Tour, auf der sie unter anderem auch die beiden neuen Songs Doppelgänger I Love You und Imaginary Friends präsentierte.

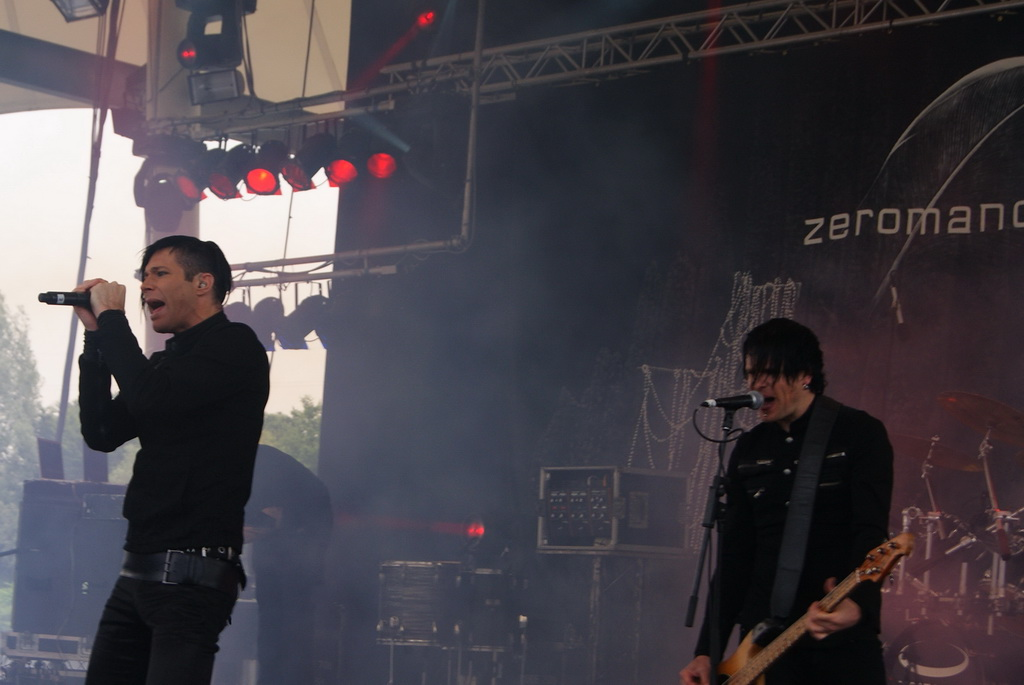
Zeromancer auf dem Blackfield Festival 2010

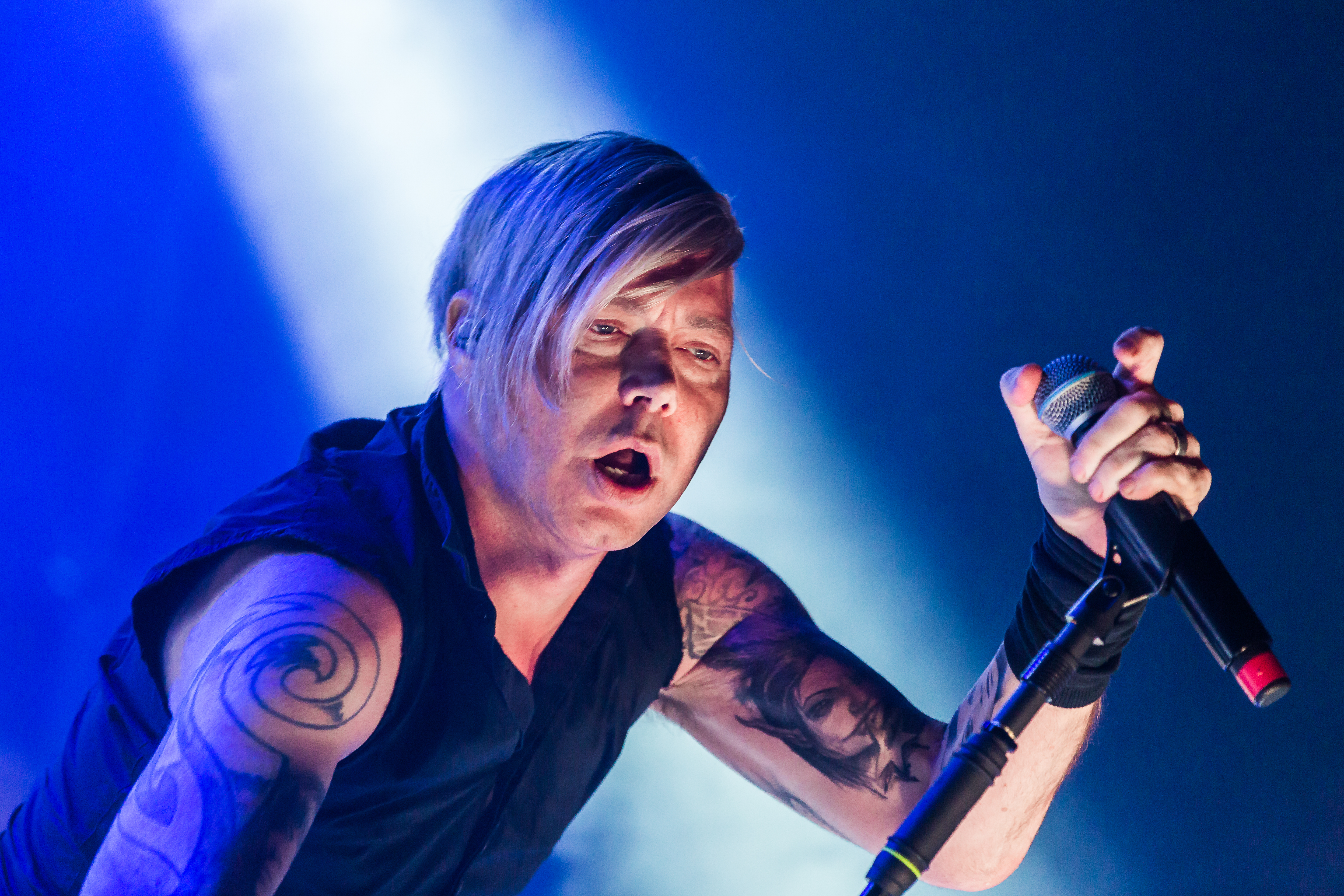
Sänger Alex Møklebust auf dem Nocturnal Culture Night Festival 2018

Mitte April 2007 veröffentlichten Zeromancer die limitierte Promo-Single Doppelgänger I Love You ausschließlich in Norwegen sowie die Single I’m Yours to Lose.
Am 13. Februar 2009 erschien nach dem Label-Wechsel von Cleopatra Records zu Trisol das vierte Studioalbum Sinners International, das die Band komplett in Eigenregie produzierte. Im März begann die Europatour mit Essence of Mind und Scream Silence. Eine letzte Singleauskopplung aus Sinners International, It Sounds Like Love (But It Looks Like Sex), kam Ende Oktober auf den Markt.
Das fünfte Studioalbum The Death of Romance erschien am 26. Februar 2010, im selben Jahr waren Zeromancer Vorgruppe auf der Große-Freiheit-Tour von Unheilig und spielten im November eine Headliner-Tour in Deutschland.
Im September 2018 gab die Band auf ihrer Website den Ausstieg ihres langjährigen Gitarristen Dan Heide bekannt. Er wurde später durch Per-Olav Wiik ersetzt.

## Inhalte der Songs
Kim Ljung war schon bei Seigmen bekannt dafür, mystische, tiefgründige und teils sehr verschachtelte Songs zu schreiben. Obwohl der Musikstil und die Texte von Zeromancer nun wesentlich offener und direkter sind, versteht man nicht immer auf Anhieb, worum es inhaltlich geht. Ljung offenbart manche Inhalte nicht einmal seinen Bandkollegen; 90 % seiner Texte handeln jedoch aussagegemäß von gescheiterten Beziehungen und negativen Emotionen.

## Diskografie

### Studioalben
| Jahr | Titel                 | Höchstplatzierung, Gesamtwochen, AuszeichnungChartplatzierungen (Jahr, Titel, Platzierungen, Wochen, Auszeichnungen, Anmerkungen) | Höchstplatzierung, Gesamtwochen, AuszeichnungChartplatzierungen (Jahr, Titel, Platzierungen, Wochen, Auszeichnungen, Anmerkungen) | Anmerkungen |
| Jahr | Titel                 | DE | NO | Anmerkungen |
| ---- | --------------------- | --- | --- | ----------- |
| 2000 | Clone Your Lover      | — | NO7 (2 Wo.)NO |             |
| 2001 | Eurotrash             | DE86 (1 Wo.)DE | NO21 (1 Wo.)NO |             |
| 2003 | ZZYZX                 | — | NO18 (1 Wo.)NO |             |
| 2009 | Sinners International | — | NO23 (1 Wo.)NO |             |
| 2010 | The Death of Romance  | — | NO34 (1 Wo.)NO |             |
| 2013 | Bye-Bye Borderline    | — | NO—NO |             |
| 2021 | Orchestra of Knives   | — | NO—NO |             |

### Singles und EPs
- 2000: Clone Your Lover (Promo-MCD)
- 2001: Doctor Online (MCD)
- 2001: Need You Like a Drug (Promo-MCD)
- 2003: Famous Last Words (MCD)
- 2007: Doppelgänger I Love You (Promo-MCD)
- 2007: I’m Yours to Lose (Promo-MCD)
- 2009: It Sounds Like Love (But It Looks Like Sex) (EP)
- 2013: The Underground
- 2021: Damned Le Monde
- 2021: Mourners
- 2021: Terminal Love

## Musikvideos
- 2000: Clone Your Lover
- 2001: Doctor Online
- 2003: Erotic Saints (nur auf der offiziellen Website)
- 2007: Doppelgänger I Love You
- 2011/2012: Industrypeople

## Nebenprojekte
- Ljungblut (Kim Ljung)
- Megaton (Noralf Ronthi)
- Bermuda Triangle (featuring Alex Møklebust)
- Red 7 (Lorry Kristiansen)